# Международный аэропорт имени Модибо Кейты
Международный аэропорт имени Модибо Кейты (фр. Aéroport international Modibo Keita) (ИАТА: BKO, ИКАО: GABS), ранее — Международоный аэропорт Бамако—Сену — главный аэропорт Мали, расположенный примерно в 15 км к югу от центра Бамако, столицы страны. Это единственный международный аэропорт страны. Им управляет Aéroports du Mali.. Его операции контролируются Министерством инфраструктуры и транспорта Мали.

## История
Аэропорт Бамако-Сену был открыт в 1974 году. В период с 2007 по 2012 год аэропорт был модернизирован в рамках проекта стоимостью 181 миллион долларов США, финансируемого корпорацией «Вызовы тысячелетия» и агентством США по оказанию помощи иностранным государствам.

## Инфраструктура
В аэропорту есть единственная взлетно-посадочная полоса. До реконструкции её длина составляла 2700 метров, что хоть и позволяло использовать его для больших самолётов, таких как Boeing 747, но требовало от них соблюдения ограничений по максимальной нагрузке для безопасности взлета. В ходе реконструкции она была увеличена на 500 метров. Её размеры составили 3200 м в длину и 45 м в ширину.
Пассажирский терминал состоит из двух зданий: первоначального здания площадью 2400 м², открытого в 1975 году, и второго здания площадью 1000 м², построенного в 2002 году для Кубка африканских наций по футболу, который проходил в Мали. В рамках реконструкции аэропорта Бамако-Сену и саммита Франция-Африка было построено строительство нового терминала путем слияния двух существующих.
Новый терминал был построен в 2010 году для расширения и модернизации аэропорта Бамако, однако эта операция не ограничивается созданием нового терминала, а также строительством новых подъездных дорог, парковок и благоустройством территории аэропорта, а также строительство новой сети санитарии и очистки отходов.
Новый терминал площадью 15 000 м² был открыт в 2016 году.
В аэропорту также находится Африканский институт авиационных перевозок.

## Статистика
Данные из запроса в Викиданные.
| Год  | Пассажиропоток |
| ---- | -------------- |
| 1999 | 403 380        |
| 2003 | 423 506        |
| 2004 | 486 526        |
| 2005 | 516 000        |
| 2006 | 533 437        |
| 2007 | 598 713        |
| 2011 | 582 143        |
| 2012 | 533 054        |
| 2015 | 900 000        |

В начале 2000-х пассажиропоток неуклонно рос. По данным правительства, в 1999 г. он составил 403 380 пассажиров, в 2003 г. — 423 506, в 2004 г. — 486 526 и в 2005 г. — 516 000. В 2006 г. прогнозировалось, что к 2015 г. их число превысит 900 000 при низком (4 %) сценарии годового роста.
Общий объем воздушных перевозок увеличился на 12,4 % в 2007 г. и на 14 % в 2008 г. Большая часть этого увеличения пришлась на пассажирские перевозки, при этом количество обслуженных пассажиров увеличилось на 20 % в 2007 г. и 17 % в 2008 г. Двадцать семь авиакомпаний выполняли рейсы еженедельно в период 2007—2008 гг. Этот продолжающийся рост был компенсирован снижением грузовых рейсов на 16,75 % в 2007 г. и на 3,93 % в 2008 г..

## Авиакомпании и направления

### Пассажирские
↑ : Turkish Airlines выполняет рейсы из Стамбула в Уагадугу, выполняя остановку в Бамако, но она не имеет права брать пассажиров на участке из Уагадугу в Бамако и обратно.

## Военная база
В аэропорту Бамако-Сену находится авиабаза 101, которая используется ВВС Мали.

## Авиакатастрофы и происшествия
24 июля 1971 года Douglas C-47A авиакомпании Air Ivoire вскоре после взлета врезался в холм. Самолет выполнял регулярный пассажирский рейс. Все шесть человек, находившиеся на борту, погибли.